# テン・フィート・ハイ
『テン・フィート・ハイ』（Ten Feet High）は、ザ・コアーズのメンバーであるアイルランドの歌手、アンドレア・コアーが2007年に発表したスタジオ・アルバム。ザ・コアーズの活動休止に伴い、初のソロ・アルバムとして発表された。
本作からの第1弾シングル「シェイム・オン・ユー [トゥ・キープ・マイ・ラヴ・フロム・ミー]」は、コアーの母国アイルランドのシングル・チャートで43位に達した。

## 背景
ボノとギャヴィン・フライデーがエグゼクティヴ・プロデューサーとして関与して、アルバムのプロデュースはネリー・フーパーが担当した。「テイク・ミー・アイム・ユアーズ」はスクイーズが1978年にシングル・ヒットさせた曲のカヴァーで、他の曲はコアー自身が作詞・作曲した。
アルバム・ジャケットの写真は、アントン・コービンが撮影した。

## 収録曲
1. ハロー・ボーイズ - "Hello Boys" - 2:51
2. エニバディ・ゼア - "Anybody There" - 3:16
3. シェイム・オン・ユー [トゥ・キープ・マイ・ラヴ・フロム・ミー] - "Shame on You (to Keep My Love from Me)" - 3:57
4. アイ・ドゥ - "I Do" - 2:04
5. テン・フィート・ハイ - "Ten Feet High" - 3:21
6. シャンパン・フロム・ア・ストロー - "Champagne from a Straw" - 3:34
7. 24アワーズ - "24 Hours" - 2:59
8. ディス・イズ・ホワット・イッツ・オール・アバウト - "This Is What It's All About" - 3:34
9. テイク・ミー・アイム・ユアーズ - "Take Me I'm Yours" - 3:07
10. ストゥーピッディスト・ガール・イン・ザ・ワールド - "Stupidest Girl In the World" - 3:38
11. アイディール・ワールド - "Ideal World" - 2:20
12. シェイム・オン・ユー [トゥ・キープ・マイ・ラヴ・フロム・ミー]（ラジオ・エディット） - "Shame on You (to Keep My Love from Me)" - 3:26

### 日本盤ボーナス・トラック
1. アメイジング - "Amazing" - 2:28

## 参加ミュージシャン
- アンドレア・コアー - ボーカル、ピアノ
- エイダン・ラヴ - キーボード、プログラミング
- マーク・ラルフ - ギター、ベース
- Vezio Bacci - ベース( on 3. 5. 12.)
- Geoff Holroyde - ドラムス(on 3. 5. 12.)
- Nikolaj Bjerre - ドラムス(on 7. 10.)
- アン・ダドリー - ストリングス・アレンジ(on 5.)
- マイケル・ジェニングス - ストリングス・アレンジ(on 11.)
- ドミニク・グローヴァー - トランペット(on 6.)
- ニコル・トンプソン - トロンボーン(on 6.)
- ジェイムズ・ハント - サクソフォーン(on 6.)
- Satin Singh Bharj - パーカッション(on 6.)
- アレックス・スミス - プログラミング(on 12.)